# Бончуков другар
Бончуков другар (на украински: Бунчуковий товариш; на руски: Бунчуковый товарищ) e първоначално третият, a по-късно най-високият ранг на Значното войсково дружество в Казашкото хетманство между XVII–XVIII век. 
То е почетно звание, с което хетманите първо награждавали синовете на генералните старшини и полковници, а по-късно, от средата на XVII в., званието бончуков другар започвало да се присъжда на полковите старшини и полковници като чин при тяхното уволняване от служба. 
Тази титла остава почетна до премахването на казашко-хетманските чинове след анектирането на Казашкото хетманство от Руската империя, а след това на потомците на бончуковските другари е признато правото на руско наследствено дворянство.

## Описание
Задължението на бончуковите другари било да съпровождат хетманите по време на военни походи, намирайки се „под бончука“ (откъдето идва и названието), т. е. командването, на генералите на бончуковото дружество. Бончукът е бил знак за хетманската власт, хетманското достойнство; бил е заимстват от Османската империя.
Началото на бончуковото дружество (или „бончуково другарство“) е засвидетелствано в един указ (универсал) на хетман Самойлович от 1685 г., който, приемайки под бончука си пенсионирания полковник Прокопий Левенец и сина му Иван, казва, че още по време на управлението на неговите предшественици се е случвало заслужили във Запорожката войска лица да бъдат вземани под покровителството на хетманската власт и да тръгват на военни походи под бончука на хетмана.
Подобно покровителство станало относително широко разпространено явление по времето на неговия наследник — хетман Мазепа. За разлика от други звания, които били присъждани за заслуги към Запорожката войска, бончуковото звание било присъдждано за заслуги към властелина на бончука — хетмана. Едва след смъртта на Скоропадски „вземането под бунчук“ (т. е. под опека) от страна на Малоруската колегия се превръща в значимо и влиятелно явление.
Бончуковите другари служели без заплата, самоиздържалиса се и са нямали определена задължения. Обикновено, те са се считали за малко по-ниски по ранг от полковниците, но ако било необходимо, те замествали полковниците при командването на полка. Особено при наследниците на хетман Мазепа, в отсъствието на полковници, бончуковите другари командвали полкове, председателствали в полковническите канцеларии, присъствали при граждански дела в Генералния съд и в специални комисии.
Техният брой не бил определен и зависел изцяло от хетмана, който ги набирал от знатни казашки родове.
Хетман Мазепа ценил званието „бончуков другар“ и награждавал с него доста рядко. Неговият наследник Скоропадски бил обаче по-щедър в раздаването на званието и при неговото управление броят на бончуковите другари в Запорожката войска достига почти сто души. Образувала се е една забележителна група хора, които нямали определени задължения, но се ползвали с особени привилегии.

## Привилегии
Привилегиите на бунчуковите другари, като лица, намиращи се „под особена хетманска опека“, се състояли в това, че те били освободен от юрисдикцията на местния съд и отговаряли само пред хетмана и генералния висши съд.

## Анулиране на званието
След премахването на Казашкото хетманство титлата бончуков другар останала известно време в употреба за по-уважавани лица.

## Препратки
- В. В. Панашенко. Бунчукові товариші Архив на оригинала от 2016-06-01 в Wayback Machine. // Енциклопедія історії України : у 10 т. / редкол.: В. А. Смолій (голова) та ін. ; Інститут історії України НАН України. — К. : Наукова думка, 2003. — Т. 1 : А — В. — С. 406. — 688 с. : іл. — ISBN 966-00-0734-5.

|  | Тази страница частично или изцяло представлява превод на страницата „Бунчуковий товариш“ и страницата „Бунчуковый товарищ“ в Уикипедия на украински и руски език. Оригиналните текстове, както и този превод, са защитени от Лиценза „Криейтив Комънс – Признание – Споделяне на споделеното“, а за творби, създадени преди юни 2009 година – от Лиценза за свободна документация на ГНУ. Прегледайте историята на редакциите на оригиналните страници тук и тук, за да видите списъка на техните съавтори. ВАЖНО: Този шаблон се отнася единствено до авторските права върху съдържанието на статията. Добавянето му не отменя изискването да се посочват конкретни източници на твърденията, които да бъдат благонадеждни. |